# 桑维尔
桑维尔（法語：Sainville，法語發音：[sɛ̃vil]）是法国厄尔-卢瓦省的一个市镇，位于该省东北部，属于沙特尔区。

## 地理
桑维尔（48°24'55"N, 1°52'48"E）面积21.87 平方千米，位于法国中央-卢瓦尔河谷大区厄尔-卢瓦省，该省份为法国北部内陆省份，北起顺时针与厄尔省、伊夫林省、埃松省、卢瓦雷省、卢瓦-谢尔省、萨尔特省和奧恩省接壤。
与桑维尔接壤的市镇（或旧市镇、城区）包括：维耶维尔、阿兰维尔、帕赖杜阿维尔、圣埃斯科比耶。
桑维尔的时区为UTC+01:00、UTC+02:00（夏令时）。

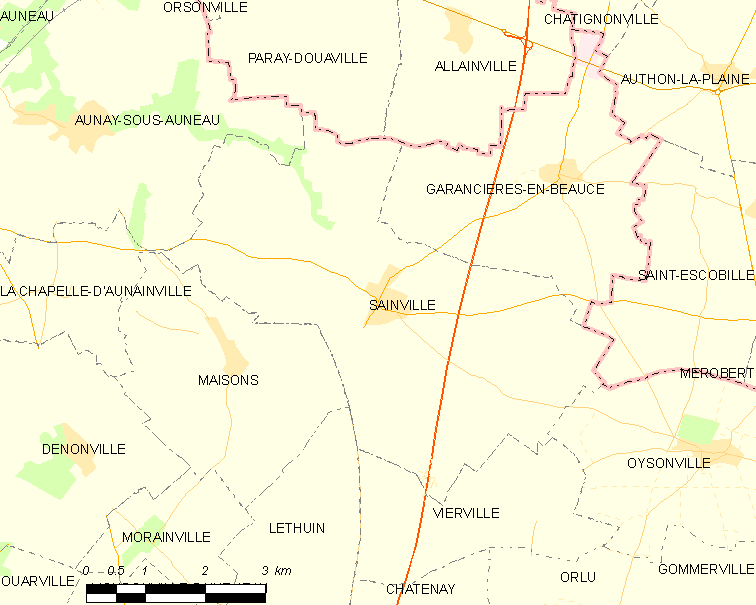
桑维尔的OSM定位图

## 行政
桑维尔的邮政编码为28700，INSEE市镇编码为28363。

## 政治
桑维尔所属的省级选区为欧诺县。

## 交通
法国国家A10号高速公路经过境内但未设出入口。厄尔-卢瓦省省道D17线、D24线、D116A线、D118.2B线、D119.8线和D333.1线在境内交汇。

## 人口

1962-2008年间桑维尔人口变化图示

桑维尔于2022年1月1日时的人口数量为1037人。